# ショー・グループ
ショー・グループ（英語: The Shaw Group）は、アメリカ合衆国ルイジアナ州バトンルージュに本拠を置く大手エンジニアリング企業である。
当地出身の実業家ジェームズ・バーナード・ジュニアが1987年8月に創業、経営破綻した産業用パイプメーカーを5万ドルで買い取り、再生させた。のち合併・買収（M&A）で規模を拡大していった。2000年、経営破綻したストーン・アンド・ウェブスターを買収して原子力事業に参入、ウェスチングハウス・エレクトリック・カンパニーによるすべての原子力発電所建設を受注するようになった。2013年2月、同業のシカゴ・ブリッジ・アンド・アイアンから30億ドルで買収された。